# Нови-Пазар (община, Болгария)
Нови-Пазар (болг. Община Нови пазар) — община в Болгарии. Входит в состав Шуменской области. Население составляет 24 044 человека (на 21.07.05 г.).

## Состав общины
В состав общины входят следующие населённые пункты:
1. Беджене
2. Войвода
3. Енево
4. Жилино
5. Зайчино-Ореше
6. Избул
7. Мировци
8. Нови-Пазар
9. Памукчии
10. Писарево
11. Правенци
12. Преселка
13. Сечиште
14. Стан
15. Стоян-Михайловски
16. Трыница